# Maidana cinnamomaria
Maidana cinnamomaria är en fjärilsart som beskrevs av Rothschild 1915. Maidana cinnamomaria ingår i släktet Maidana och familjen mätare. Inga underarter finns listade i Catalogue of Life.